# Krach boursier de 1882
 (mai 2019).
Si vous disposez d'ouvrages ou d'articles de référence ou si vous connaissez des sites web de qualité traitant du thème abordé ici, merci de compléter l'article en donnant les références utiles à sa vérifiabilité et en les liant à la section « Notes et références ».
Le krach de la bourse de Paris de 1882 est un krach des marchés financiers en France. C’est la plus grosse crise économique qu’ait connu la France au cours du XIXe siècle. Le krach est dû à l'effondrement de la banque Union générale en janvier. Environ un quart des courtiers en bourse étaient au bord de la faillite. La fermeture de la bourse fut empêchée grâce à un prêt de la Banque de France à la Compagnie des agents de change qui a permis à celle-ci de disposer de suffisamment de liquidités pour maintenir le fonctionnement du marché.

## Raisons

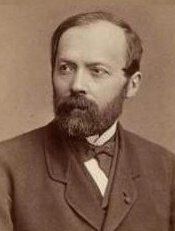
Paul Eugène Bontoux, dirigeant de l’Union générale au moment de sa chute.

Le cours de l’action de l’Union générale est passé de plus de 3 000 francs à son apogée à 500 francs en 1879. Les investisseurs, voyant l'essor du marché, se sont engagés. Les spéculateurs ont également imprimé de la fausse monnaie ; ils ont renouvelé leurs contrats à terme dans l'espoir d'une hausse continue des prix. 
Au fur et à mesure de la croissance du marché, les taux d'intérêt ont commencé à augmenter et les prêteurs ont commencé à exiger une prime. Les investisseurs, ne voulant pas payer cette prime, ne contractèrent plus aucun emprunt à des taux d'intérêt élevés. De ce fait, lourdement déficitaire et sans trésorerie, la banque fut rapidement surévaluée sur les marchés, et s'est effondrée. Des éléments très similaires à ceux qui ont déterminé le krach de 1929 s’étant produits, le cours de l'Union générale a commencé à chuter. La banque n'a pas remboursé tous ses fonds, et a fourni des rapports publics falsifiés, de façon que le cours ne s'effondre pas totalement. Entre le 5 et le 14 janvier 1881, le prix comptant de l’action est passé de 3 040 à 800 francs.

## Après le krach
Le krach de 1882 a entraîné une récession qui a duré jusqu'à la fin des années 1880. Immédiatement après celui-ci, le fondateur de la banque, Paul Eugène Bontoux, a attribué sa chute au complotisme de la « finance juive » et de son alliée « la franc-maçonnerie gouvernementale », dont l’objectif aurait été de détruire les banques soutenant des programmes politiques conservateurs et catholiques, antienne reprise par le Moniteur de Lyon évoquant un « complot orchestré par une société de banquiers juifs » et un « complot germano-juif ».
Il est aujourd'hui admis qu'il n'y a pas eu de complot en vue de la destruction de la banque, mais on ignore toujours pourquoi son effondrement a été si dévastateur.
Lors du krach, 14 des 60 courtiers en valeurs semblaient être en situation de péril imminent, et 7 d'entre eux étaient complètement en faillite,.

## Anecdotes
C'est après ce krach que le peintre Paul Gauguin, qui travaillait alors comme courtier en valeurs, décida de se consacrer à temps plein à la peinture.
Ce krash faillit ruiner le marchand d'art Paul Durand-Ruel, et a rendu la situation financière de Camile Pissarro de plus en plus désastreuse en 1884.